# Avinguda del Doctor Peset i Aleixandre
L'avinguda del Doctor Peset Aleixandre és una via urbana del nord-oest de València. Està situada entre l'avinguda del Primat Reig i l'avinguda de Burjassot. Rep el nom de Joan Baptista Peset i Aleixandre.
Fita amb avingudes com les de la Constitució i de Joan XXIII, i amb el Camí de Montcada. Fa divisòria entre els districtes de La Saïdia (barris de Tormos i Marxalenes) al sud i els districtes de Rascanya (barri de Torrefiel) i Benicalap al nord.
L'avinguda transcorre de forma rectilínia sobre el tram nord-oest del vell Camí de Trànsits, segona circumval·lació de la ciutat de València.
Al seu extrem nord-est, al creuament amb el Camí Reial de Morvedre (actual avinguda de la Constitució) estava situada la caseta del "fielato", nom popular de les casetes on es feia el cobrament de les taxes municipals pel trànsit de mercaderies a tots els visitants que volien entrar a la ciutat pel camí reial. El seu traçat travessa vells camins d'horta com ara el Camí de Montcada, actualment reconvertit en un carrer més dins l'entramat urbanístic de la ciutat de València, i travessa també les vies del vell Trenet que anava direcció a Bétera i a Llíria passant per l'antic municipi de Benicalap.

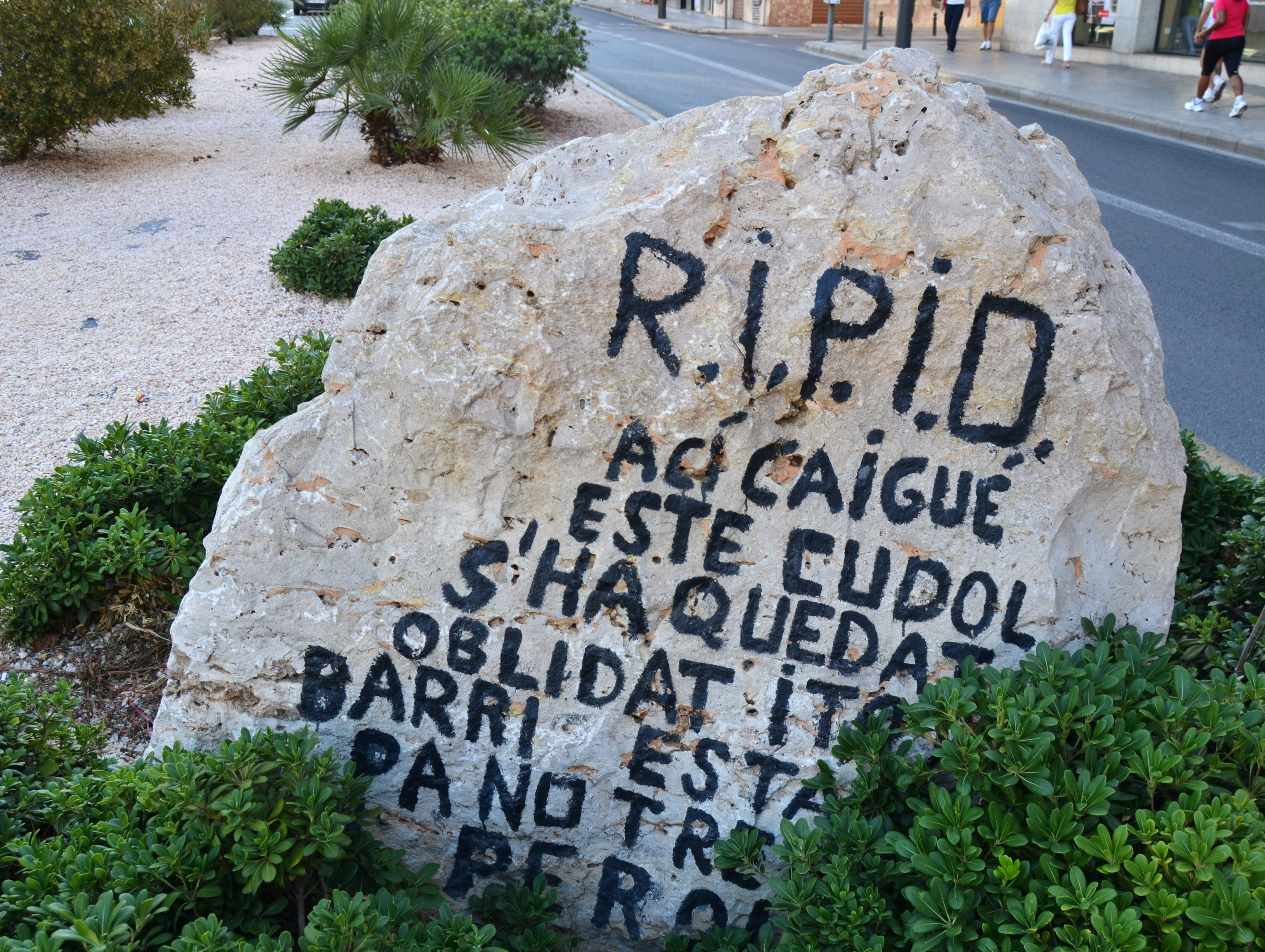
El cudol.

A l'inici de l'avinguda trobem al mig un gran cudol de pedra que segons la tradició es diu que va caure l'any 1972 d'un camió que transportava estes pedres per a l'ampliació del port de València i que caigué a la vora del camí de Trànsits a l'altura del barri de Torrefiel. Els veïns reclamaven major implicació de les autoritats municipals a les millores i manteniment dels accessos al barri, però després de dos anys sense retirar el cudol el van fer símbol del barri.
A l'extrem sud de l'avinguda trobem l'Estació de Trànsits corresponent al tramvia de la Línia 4 de MetroValencia. Tota l'avinguda és travessada per nombroses línies dels autobusos municipals de l'EMT, entre elles les línies 89 i 90 que fan el recorregut circular per l'antiga Ronda de Trànsits.